# Друлович, Любинко
Люби́нко Дру́лович (серб. Љубинко Друловић; род. 11 сентября 1968 или 11 апреля 1968, Нова-Варош, Югославия) — югославский футболист, игравший на позиции полузащитника, и футбольный тренер.

## Биография

### Клубная карьера
Выступал за молодёжные клубы «Златар» и «Слога» (Пожега). Профессиональную карьеру начал в клубе «Слобода» (Ужице). Затем играл за «Рад». Летом 1992 года подписал двухлетний контракт с португальским «Жил Висенте». В команде играл до декабря 1993 года, после чего заключил контракт с лидером португальского футбола «Порту». Друлович является одной из икон «Порту» 1990-х. Он выступал вместе с такими игроками как Златко Захович, Марио Жардел, Сержиу Консейсау. Вместе с командой многократный чемпион Португалии, обладатель Кубка и Суперкубка Португалии. В сезоне 1993/94 вместе с командой дошёл до полуфинала Лиги чемпионов, тогда «Порту» проиграл испанской «Барселоне».
В 2001 году перешёл в стан принципиального соперника «Порту», лиссабонскую «Бенфику». В июле 2001 года получил португальское гражданство. Вернувшись на родину, играл за белградский «Партизан». Закончил карьеру в клубе «Пенафиел» вместе с бывшим партнёром по «Порту» Антониу Фолья.

### Карьера в сборной
В сборной Югославии начал играть в 28 лет. Дебютировал 28 декабря 1996 года в товарищеском матче против Аргентины (3:2). Выступал на чемпионате мира 1998 во Франции. На чемпионате Европы 2000 был одним из лучших в составе своей сборной, на стадии группового этапа забил гол Словении (3:3), отдал 4 голевых передачи в 3 матчах группового этапа. Всего за сборную провёл 38 матчей и забил 3 гола.

### Тренерская карьера
Начал тренерскую карьеру в скромном португальском клубе «Тоуризенсе». После получил тренерскую лицензию. В апреле 2008 года стал тренером сербского «Баната». На этом посту он сменил Жарко Солдо и команда была на грани вылета. Но клуб всё равно вылетел. Летом 2008 года стал тренером словенской «Дравы» из города Птуй.
В 2010 году возглавил один из сильнейших и наиболее известных клубов Анголы «Примейру ди Агошту» после отставки Виктора Бондаренко. В качестве главного тренера выиграл Суперкубок Анголы. После работы в африканском клубе в 2012 году был назначен главным тренером сборной Сербии до 19 лет. В 2013 году на чемпионате Европы в Литве в качестве тренера он привёл сборную Сербии до 19 лет к победе, обыграв в финале сборную Франции (1:0).
15 февраля 2014 года временно возглавил сборную Сербии по футболу. 28 июля 2014 года освободил эту должность для нидерландского тренера Дика Адвоката. 23 апреля 2015 года был назначен главным тренером сборной Македонии, с которой подписал контракт на 2,5 года. Тренер был уволен из сборной Македонии после провала в отборе к чемпионату Европы. Балканская команда стала последней в группе, уступив даже Люксембургу. Новым местом работы Друловича в 2015 году стал белградский «Партизан». Сербский клуб был без тренера после увольнения Зорана Милинковича.
В 2017 году возглавил молодёжную сборную ОАЭ (U-19). В 2018 году освободил свой пост.
23 января 2019 года возглавил олимпийскую сборную Узбекистана, подписав контракт до конца Олимпийских игр 2020.

## Достижения
- Чемпион Португалии (5): 1994/95, 1995/96, 1996/97, 1997/98, 1998/99
- Обладатель Кубка Португалии (4): 1993/94, 1997/98, 1999/00, 2000/01
- Обладатель Суперкубка Португалии (6): 1993, 1994, 1996, 1998, 1999, 2001
- Обладатель Суперкубка Анголы (1): 2010
- Победитель чемпионата Европы (U-19) (1): 2013